# Iunius Mauricianus
Iunius Mauricianus (fl.; tätig im 2. Jahrhundert) war ein klassischer römischer Jurist, der für drei Schriften bekannt geworden war. 
Zur lex Papia Poppaea, einem Verpflichtungsgesetz, betreffend das römische Eherecht unter Augustus, verfasste er einen Kommentar in sechs Büchern, der unter dem Werktitel Ad legem Iuliam et Papiam libri VI überliefert ist. Behandelt waren Vergünstigungen (ius liberorum), die eine Ehe und Kinderreichtum (etwa das Dreikindrecht) mit sich brachten. Der Teil, der sich mit der Befreiung der Frauen von der Geschlechtsvormundschaft (tutela mulierum) bezog, ist weitestgehend untergegangen, weil die Bestimmungen zur Zeit der Abfassung der Digesten außer Praxis geraten waren.
Gestaltet als Anmerkungsliteratur in Kurzform, kommentierte er darüber hinaus Julians neunzigbändiges Werk  Digestorum libri XC mit einer Schrift, deren unsicherer Titel in der Forschung mit Notae ad Iuliani digesta angegeben wird. 
Ein strafrechtliches Werk trug den Titel De poenis.